# Anemia villosa
Anemia villosa là một loài dương xỉ trong họ Anemiaceae. Loài này được Humb. & Bonpl. ex Willd. mô tả khoa học đầu tiên năm 1810.